# Калванико
Калванико (итал. Calvanico) је насеље у Италији у округу Салерно, региону Кампанија.
Према процени из 2011. у насељу је живело 1570 становника. Насеље се налази на надморској висини од 499 м.

## Становништво
| 1951. | 1961. | 1971. | 1981. | 1991. | 2001. | 2011. |
| ----- | ----- | ----- | ----- | ----- | ----- | ----- |
| 1.274 | 1.303 | 1.191 | 1.110 | 1.241 | 1.365 | 1.570 |